# Хімічний корпус Харківського університету
Хімічний корпус Харківського університету — історична, кам'яна будівля, пам'ятка історії та архітектури національного значення, побудована у стилі класицизму наприкінці XVIII століття, яка розташована у центрі Харкова на Університетській гірці на Університетській вулиці. Спочатку будівля була флігелем Губернаторського палацу. З 1803 року входила до складу комплексу будівель Імператорського Харківського університету (аудиторний корпус). Нині є корпусом № 4 Української інженерно-педагогічної академії.
2 серпня 2018 року спалахнула пожежа на горищі будівлі, пізніше через дерев'яні конструкції будівлі вогонь охопив другий поверх. Вранці 3 серпня пожежу було ліквідовано. Внаслідок пожежі вигорів та обвалився дах будівлі. Відкрита кримінальна справа за фактом порушення вимог пожежної безпеки.

## Історія

### Історія будівлі
У 1777 році разом з двоповерховим Губернаторським палацом було завершено будівництво й двох кам'яних флігелів з обох його боків. Будувався палац протягом 1767—1777 років за проектом М. Тихменєва під керівництвом архітекторів Івана (Авраама) Вільянова та Петра Ярославського. Сучасний Хімічний корпус розташовувався з північного боку палацу та був побудований з цегли з металевим дахом. Спочатку у цій будівлі розміщувались службові приміщення палацу.
Навесні 1803 році ансамбль будівель Губернаторського палацу було передано для новоствореного Харківського університету. Навесні того ж 1803 року почалась їх реконструкція для потреб університету, яка тривала до 1805 року. За проектом університетського ад'юнкта (згодом професора), архітектора Євгена Васильєва під керівництвом архітектора І. Л. Вателета було проведено реконструкцію всього палацового комплексу, зокрема, й північного флігеля: було перебудовано деякі приміщення, а також надбудовано другий поверх.. Загалом, на реконструкцію комплексу будівель Губернаторського палацу та будинку віце-губернатора було витрачено 11 682 руб. 75 коп. За іншою версією надбудова другого поверху була проведена у 1820—1823 роках за проектом того ж Євгена Васильєва.
З початком роботи університету у будівлі розміщувались служби університету. Після завершення перебудови комплексу університетських будівель у будівлі Хімічного корпусу, яка мала ще назву аудиторного, у середині 1830-х років розташовувались значна частина аудиторій університету, де відбувались як лекційні, так і практичні заняття, кабінети анатомічного театру, зоологічна лабораторія, хімічна лабораторія, рисувальний кабінет, типографія та архів. Також деякий час тут були архітектурний, технологічний, агрономічний та мюнц- кабінети. Станом на 1851 рік на першому поверсі розміщувались фармацевтична аудиторія та хімічна аудиторія, а на другому поверсі були навчальні аудиторії. Пізніше тут проводили свої зібрання демократично налаштовані студенти.
Саме у хімічній лабораторії Микола Бекетов проводив досліди з відновлення металів за допомогою їх окисів з алюмінієм, що дало поштовх до появи алюмінотермії у металознавстві.

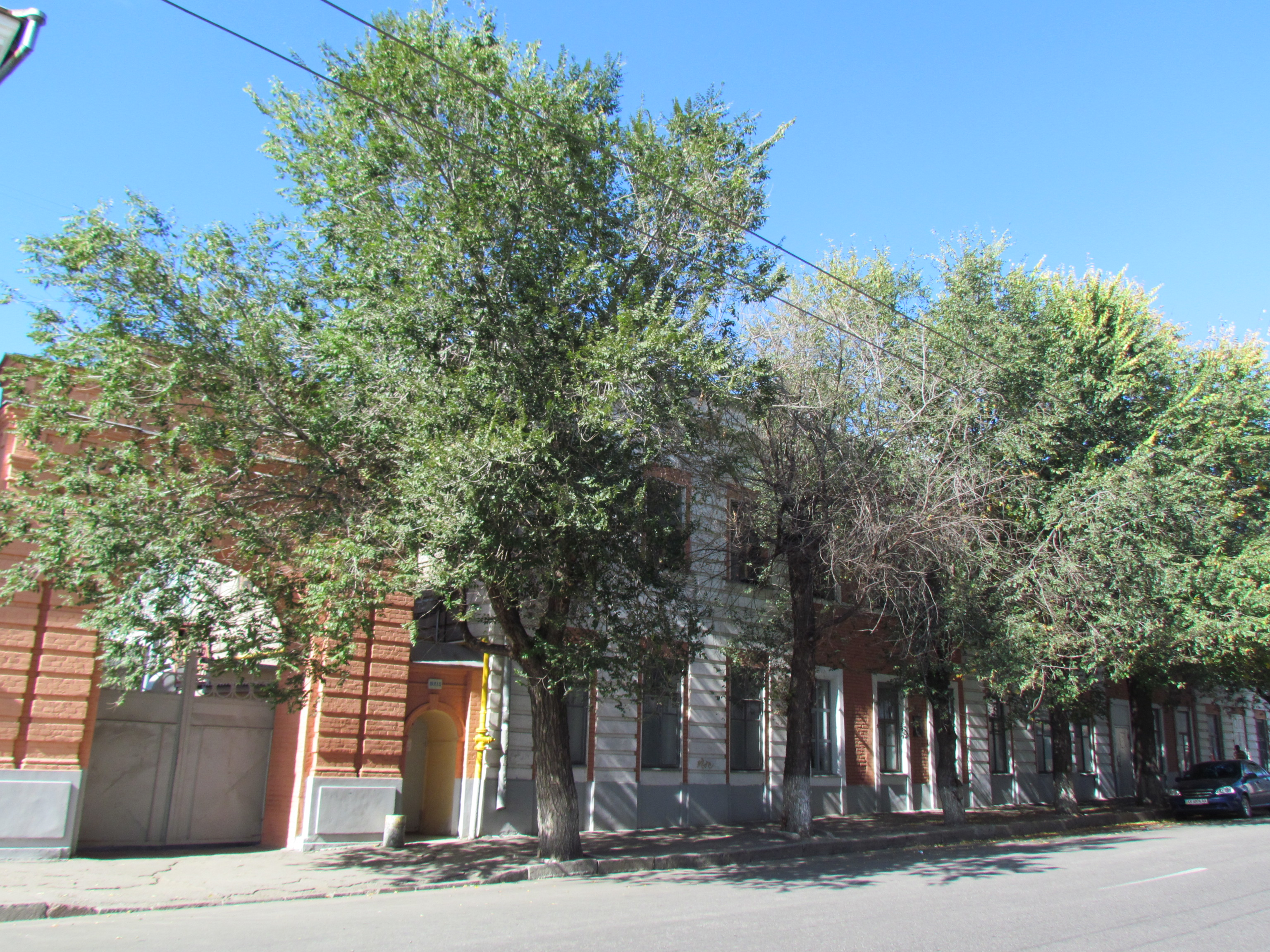
Хімічний корпус. Вид з боку Губернаторського палацу. 2016 рік.

Наприкінці 1950-х років Харківський університет переїжджає до нової будівлі — колишнього Дому проектів, який був відновлений у післявоєнний період викладачами та студентами університету. Нині він є Головним корпусом Харківського національного університету імені В. Н. Каразіна.
У 1963 році будівлю було передано Українському заочному політехнічному інституту (нині — Українська інженерно-педагогічна академія), і в ній розмістив корпус № 4 цього вишу.
У 2004 році до 350-річчя Харкова будівля була реконструйована.
27 липня 2018 року спеціальна комісія виявила значні пошкодження будівлі Хімічного корпусу з боку ресторану-новобудови, а також руйнування самої будівлі на площі понад 30 кв. м. внаслідок ремонту та зведення прибудови, про що було складено відповідний акт, що має бути направлений до Міністерства культури України.

### Пожежа 2018 року

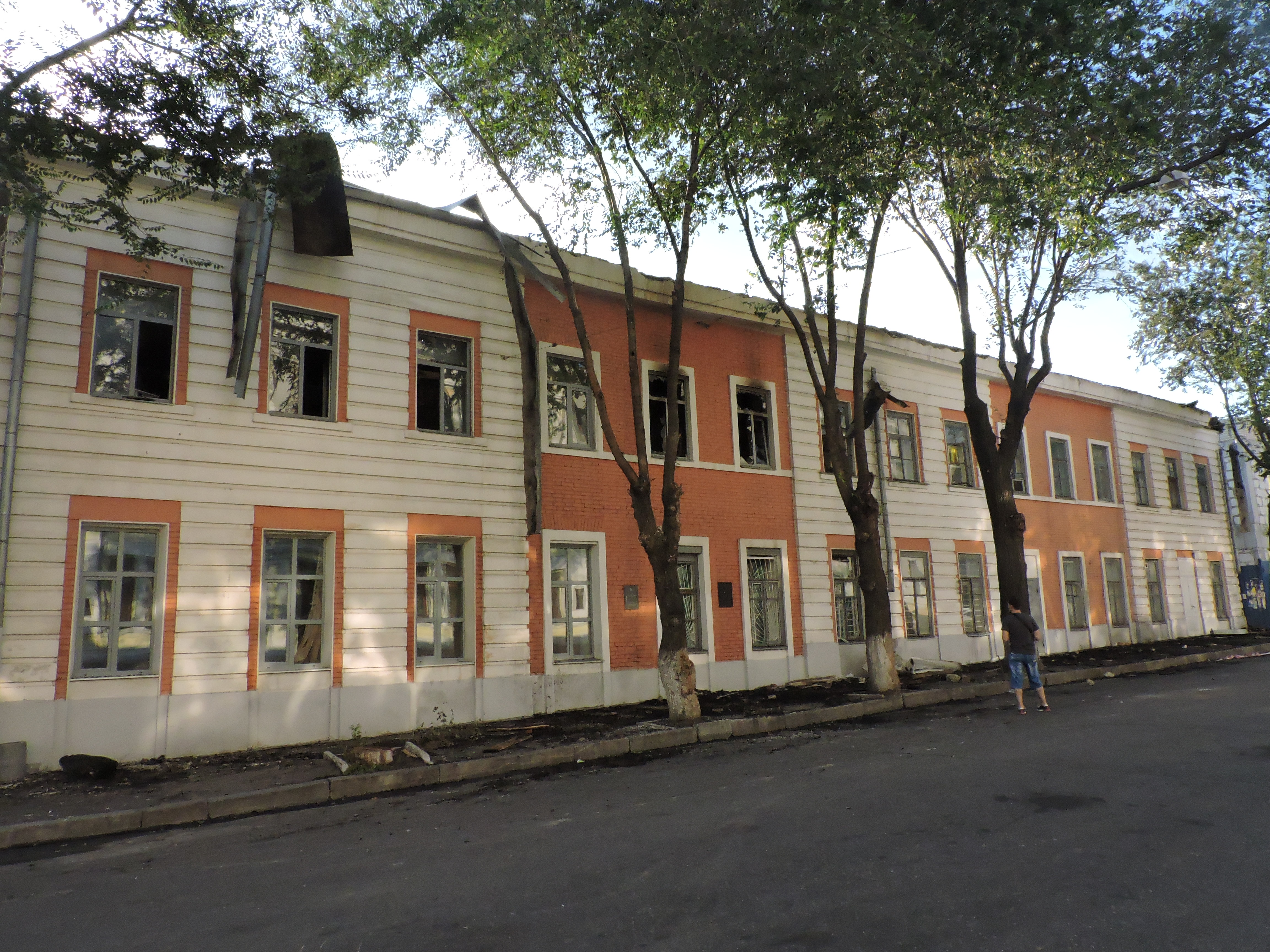
Хімічний корпус Харківського університету на наступний день після пожежі. 3 серпня 2018.

2 серпня 2018 року близько 15 години поступило повідомлення про пожежу у приміщеннях та на горищі корпусу № 4 Української інженерно-педагогічної академії (колишній Хімічний корпус Харківського університету). Спочатку площа пожежі складала 500 квадратних метрів у примішеннях горища, а також на перекриттях та даху будівлі., але її гасіння ускладнювалось через дерев'яні внутрішні перекриття та перегородки, тому до гасіння пожежі було викликано додаткові сили вогнеборців. Близько 18-ї години пожежа була локалізована на площі 800 квадратних метрів, але частина даху будівлі обвалилася. Також пожежники розібрали покрівлю даху будівлі, щоби загасити осередки полум'я та тління вогню. Вогонь через дерев'яні перегородки та перекриття перекинувся на другий поверх. Пожежу вдалося загасити лише вранці 3 серпня близько 7-ї години ранку. Загальна площа пожежі склала близько 1300 квадратних метрів, а у її гасіння брали участь 25 відділень на автоцистернах, 4 автодрабини, 4 аварійно-рятувальних автомобілі і близько 150 осіб особового складу.. Під час гасіння пожежі один із рятувальників отримав тепловий удар, його госпіталізували і надали необхідну допомогу. Загалом під час гасіння пожежі за медичною допомогою звернулись 4 пожежників.
Внаслідок пожежі найбільше постраждав дах будівлі з боку вулиці Університетської, від якого майже нічого не лишилося. В інших місцях покрівля обгоріла дуже сильно. Фасад будівлі з боку вулиці Університетської не постраждав.
По факту пожежі поліція відкрила кримінальне провадження щодо порушення правил пожежної безпеки
. Як стало відомо, попередньою причиною пожежі є порушення правил пожежної безпеки під час проведення ремонтних (вогневих) робіт., зокрема, на місці пожежі був виявлений пальник. Однією з причин пожежі, на думку представників Управління культури і туризму Харківської ОДА, стали ремонтні роботи, які були виявлені напередодні спеціальною комісією.
В Українській інженерно-педагогічній академії заявили, що пожежа не вплине на її роботу, а заняття будуть планувати з її урахуванням

## Архітектура

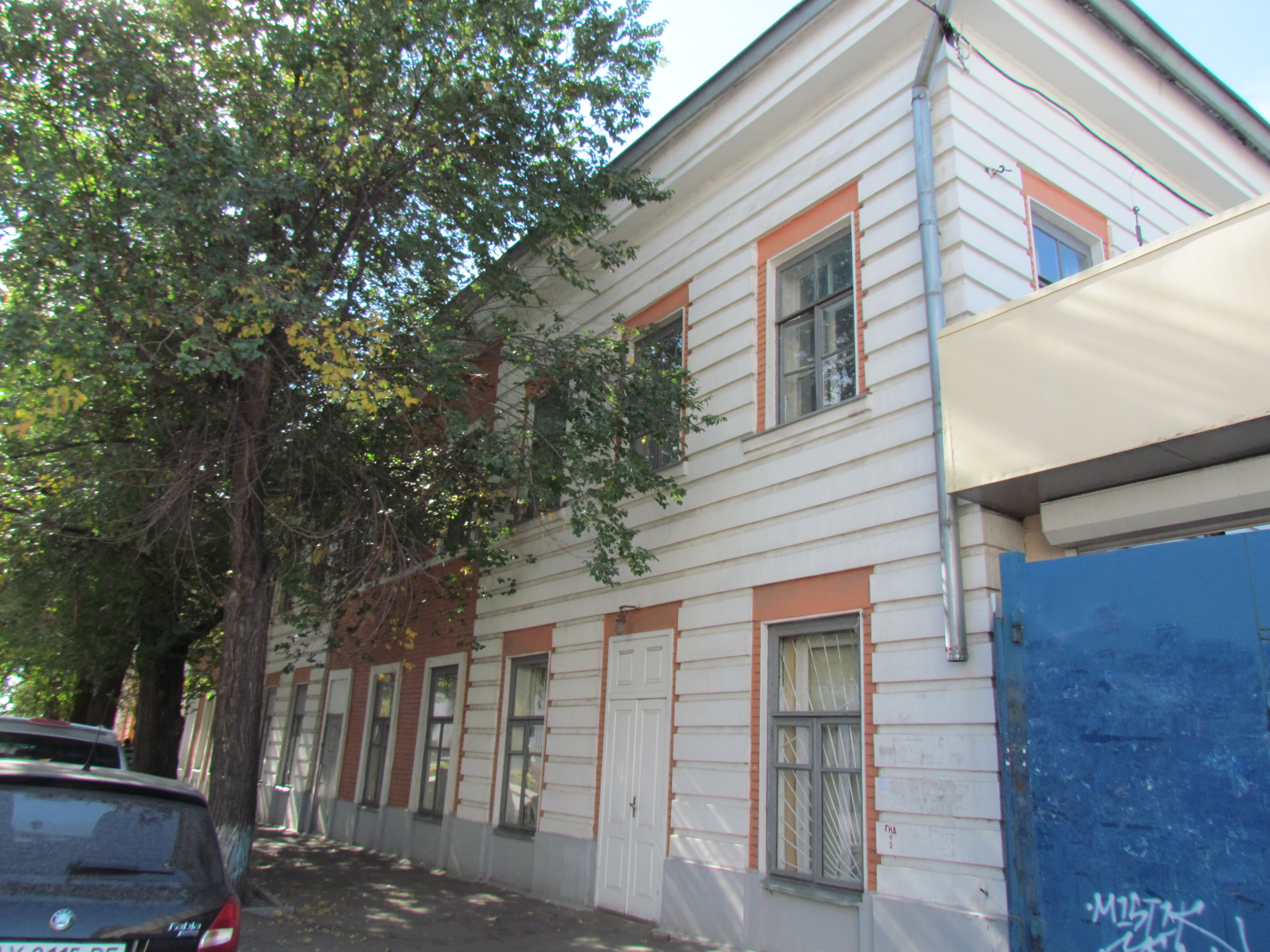
Хімічний корпус з боку Олександрівської дзвіниці. 2016 рік.

Будівля Хімічного корпусу двоповерхова, цегляна, відштукатурена. Побудована у стилі класицизму. Розташовується з північного боку Губернаторського палацу. У своєму плані П-подібна. Перекриття першого поверху склепінчасті, а другого — пласкі. Планування будівлі виконане за коридорною та анфіладною системами. Фасад Хімічного корпусу має достатньо скромні за своїм виглядом гладкі площині та рустовані виступи, що пропорційно чергуються.. Загалом, архітектурне оформлення фасадів гармонує з головним корпусом, але є значно скромнішим та підкреслює парадний вигляд центральної будівлі ансамблю. Поєднує будівлю з Губернаторським палацом побілена цегляна брама з легкою затиркою у вигляді тріумфальної арки з ступінчатим аттиком для проїзду у двір. Брама виконана у стилі класицизму, завдяки чому палац з двома флігелями об'єднуються в єдиний архітектурний ансамбль та датується кінцем XVIII століття, коли було зведено Губернаторський палац.
У середині будівля має дерев'яні внутрішні перегородки між приміщеннями та перекриття.

## Пам'ятка історії та архітектури
У 1956 році Хімічний корпус занесено до список пам'ятників архітектури по Українській РСР, які підлягають державній охороні. У 1963 році комплекс будівель Харківського університету разом з Хімічним корпусом був включений до нового списку пам'ятників архітектури Української РСР, що перебувають під охороною держави (нині — пам'ятка архітектури національного значення) під номером 694/3.
У 1991 році будівля відповідно до Постанови Виконкому Харківської обласної ради додатково занесена до переліку пам'яток архітектури місцевого значення за номером 2396/2.
У 2001 року Хімічний корпус занесено до Державного реєстру нерухомих пам'яток України як пам'ятку історії національного значення.
У вересні 2009 року Хімічний корпус був включений до переліку об'єктів культурної спадщини національного значення, які заносяться до Державного реєстру нерухомих пам'яток України як пам'ятка історії України національного значення під номером 200002-Н (у складі Комплексу будівель Харківського університету).
Охоронна територія пам'ятки встановлена Постановою Виконкому Харківської обласної ради по всій площі будівлі.

## Галерея

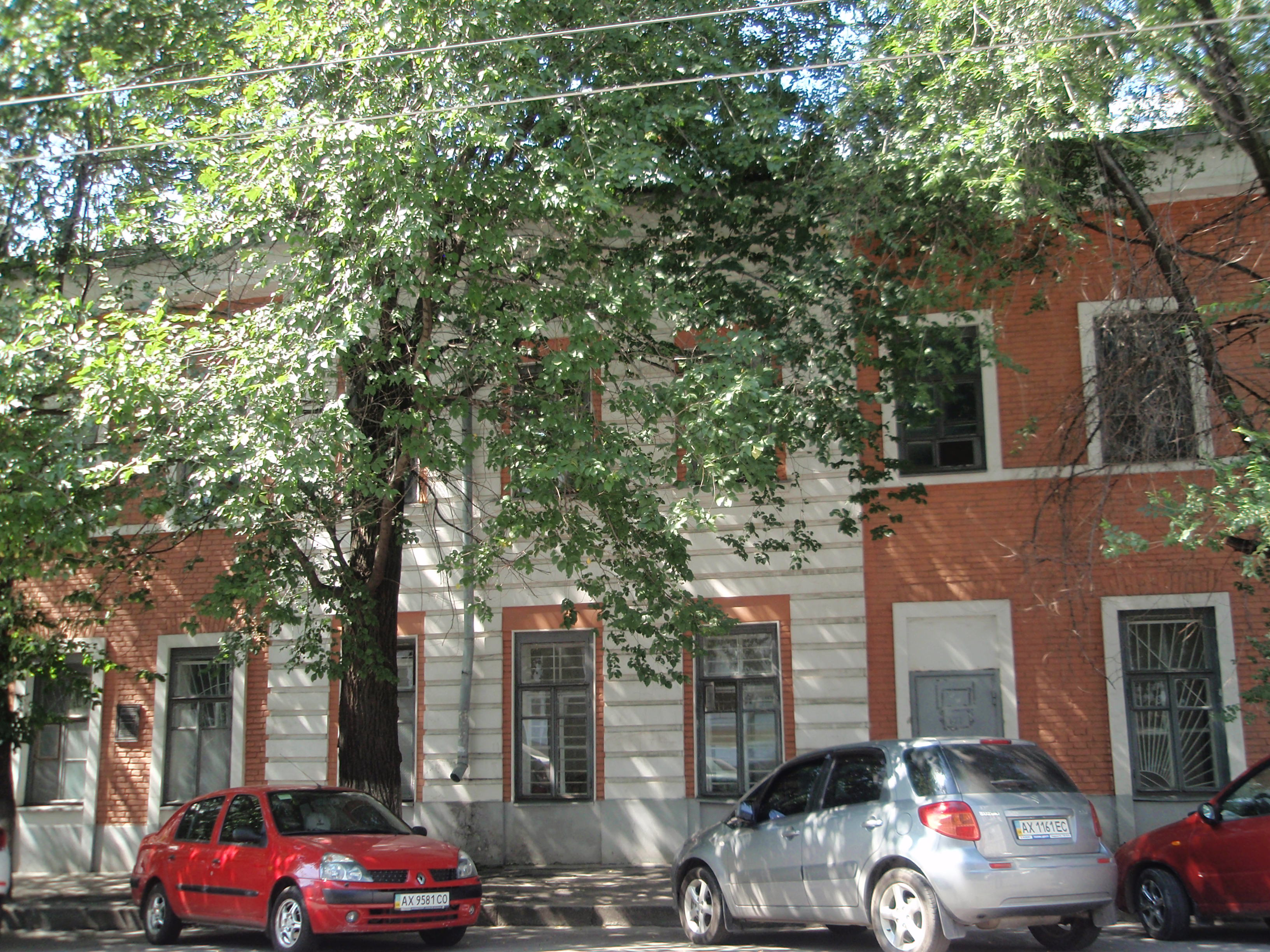
Хімічний корпус. Центральний вигляд. 2016 рік
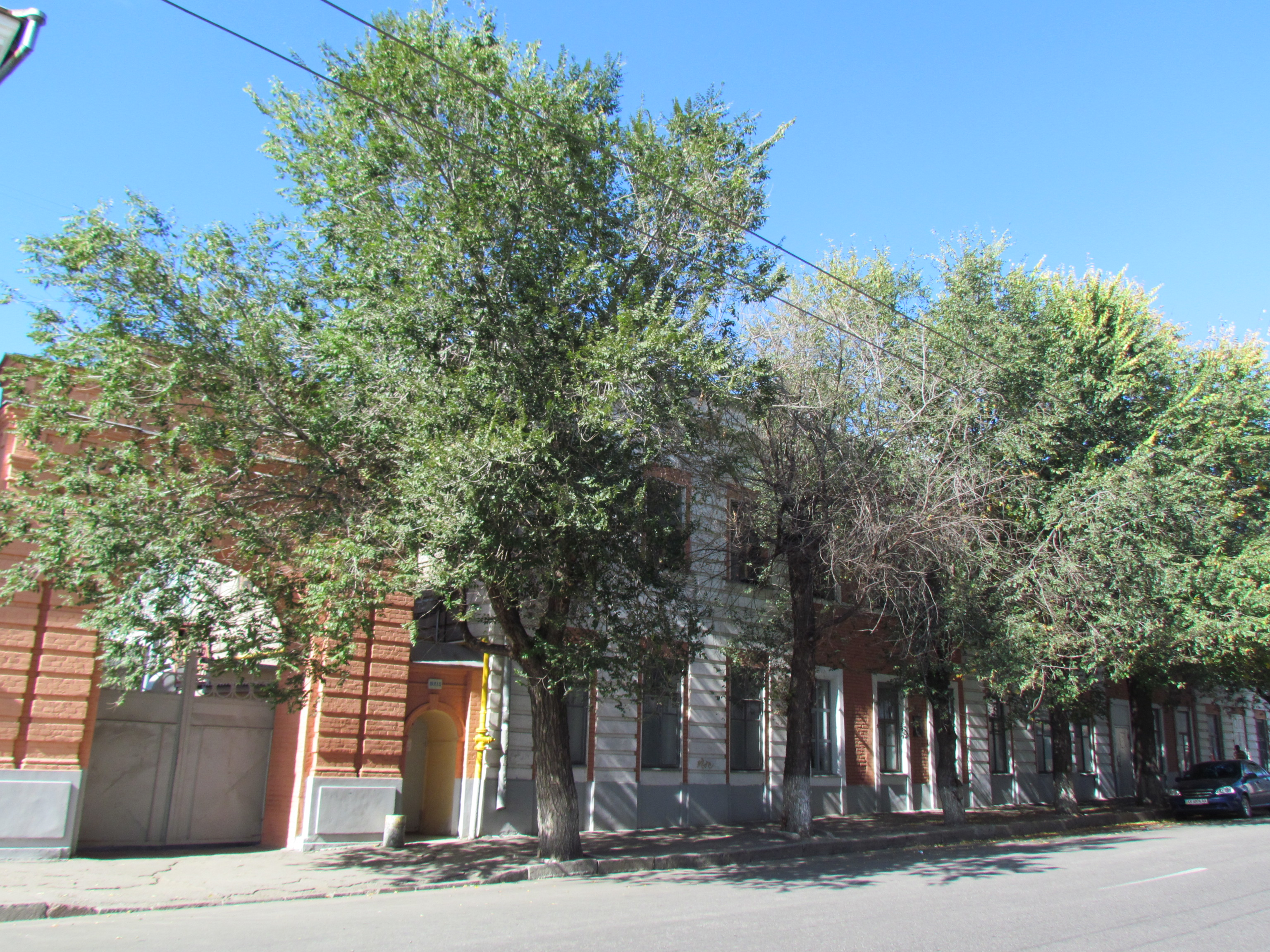
Хімічний корпус. Вид з боку Губернаторського палацу. 2016 рік.
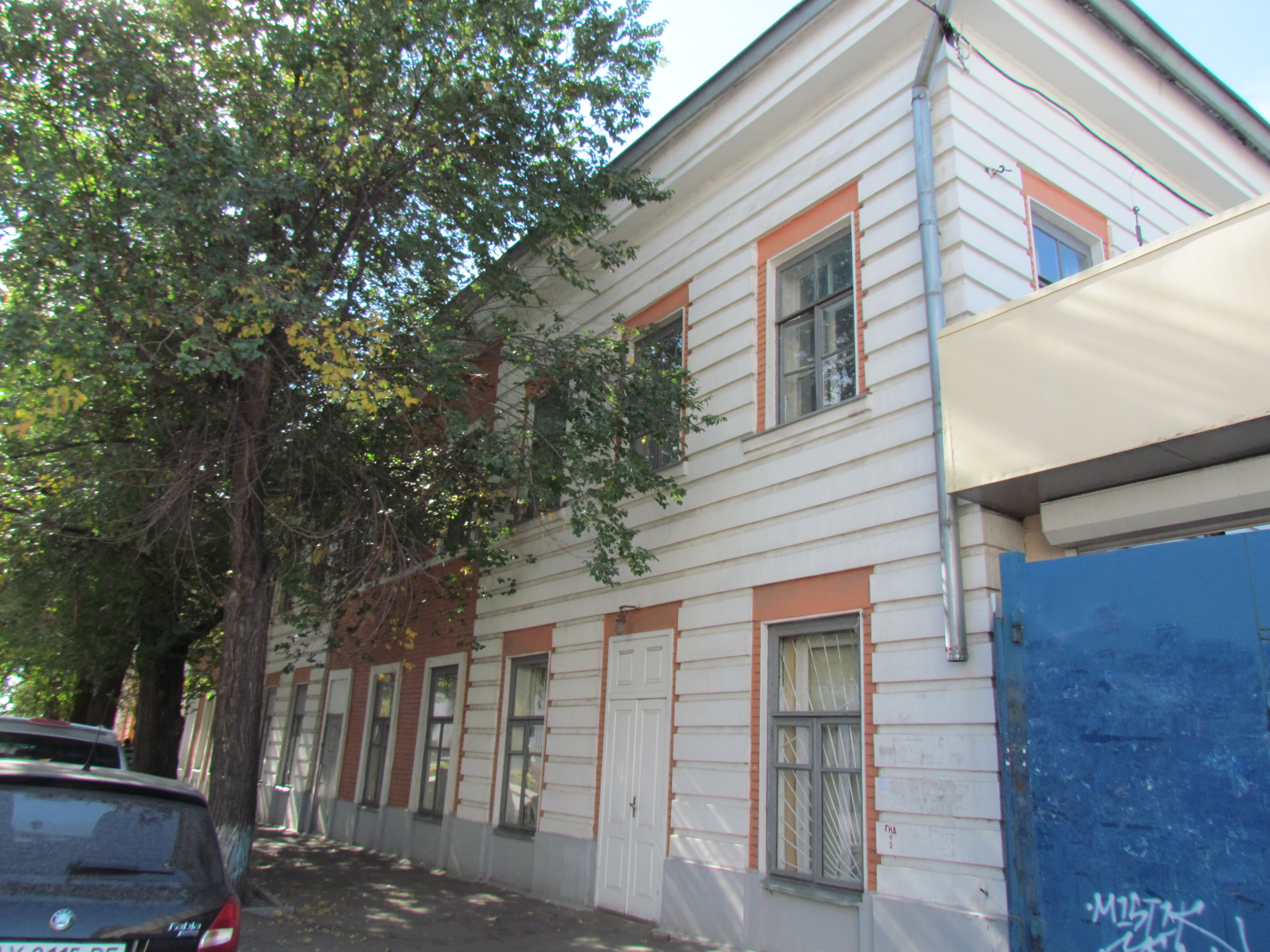
Хімічний корпус. Вид з боку Олександрівської дзвіниці. 2016 рік
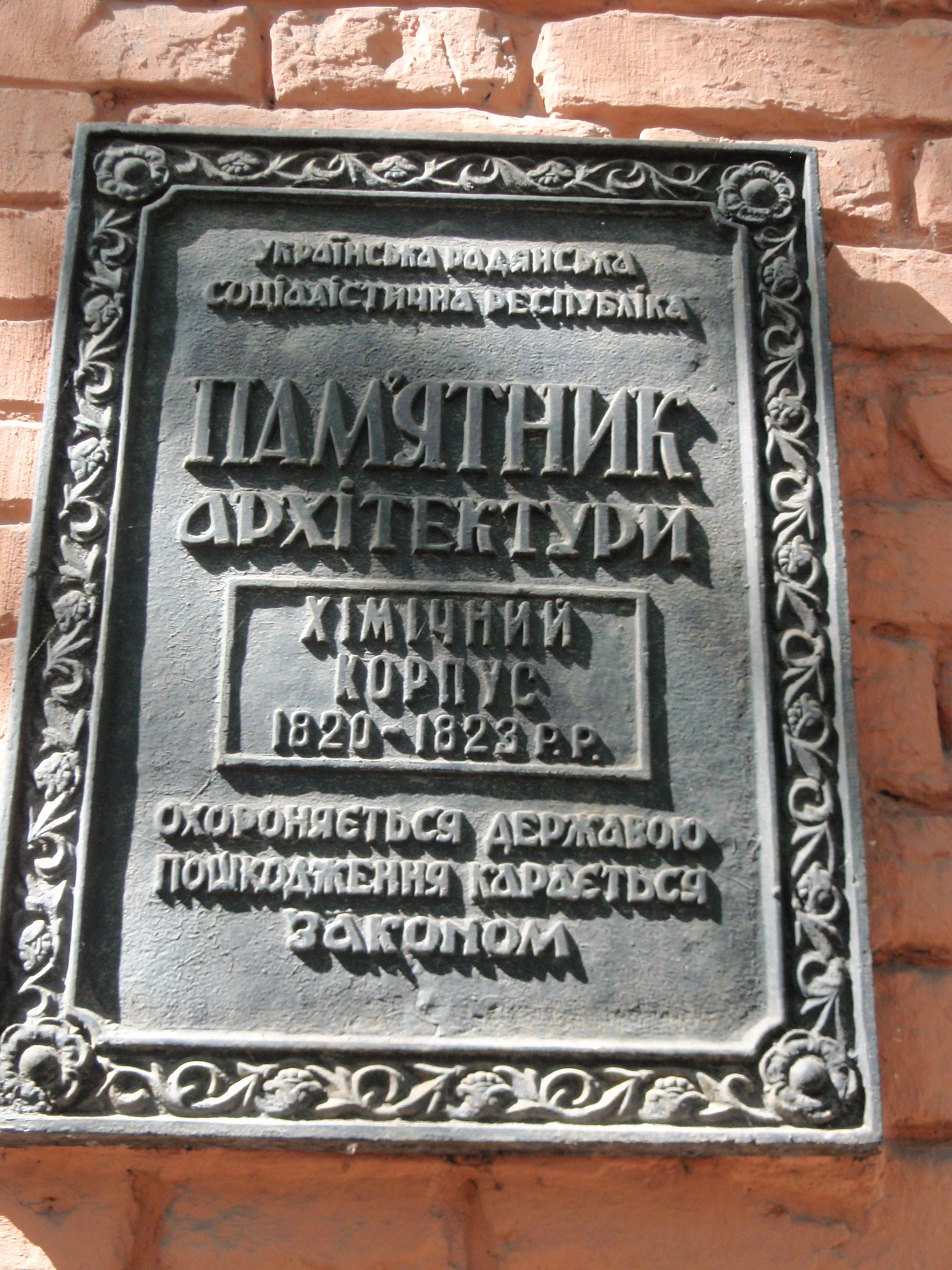
Хімічний корпус. Охоронна табличка.

### Під час пожежі

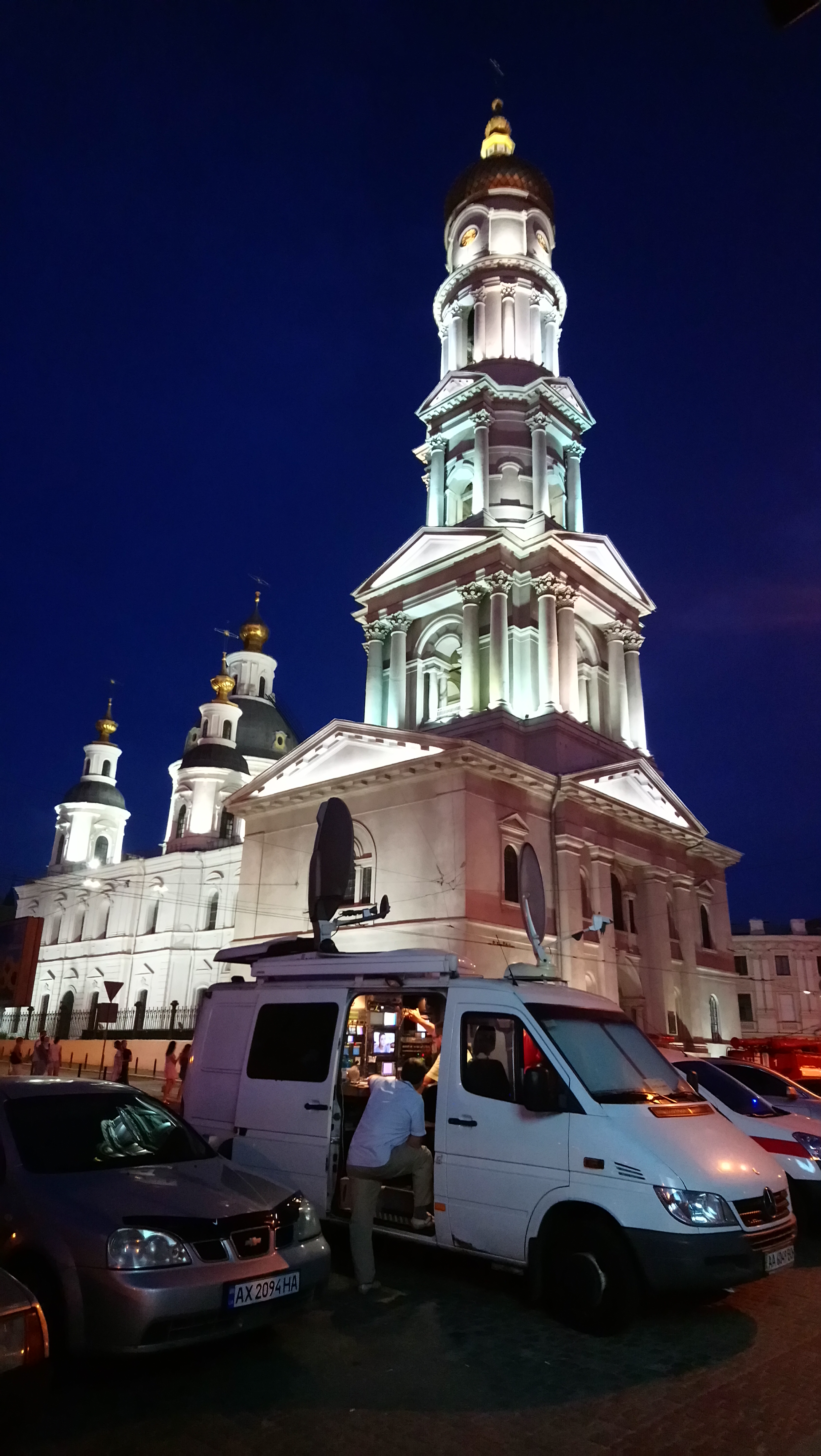
ПТС "1+1 медіа" біля дзвіниці собору
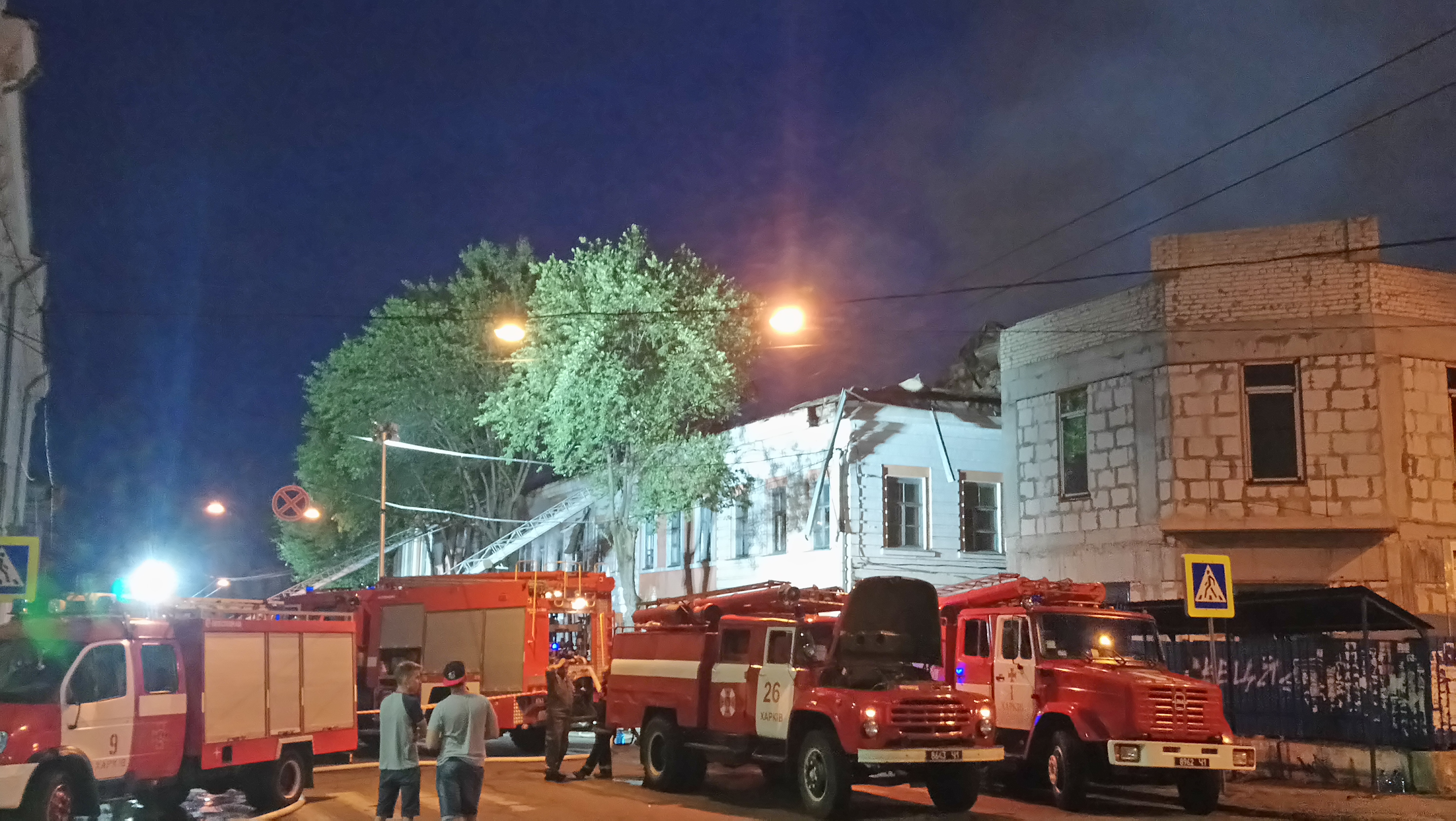
пожежа у Хімічному корпусі
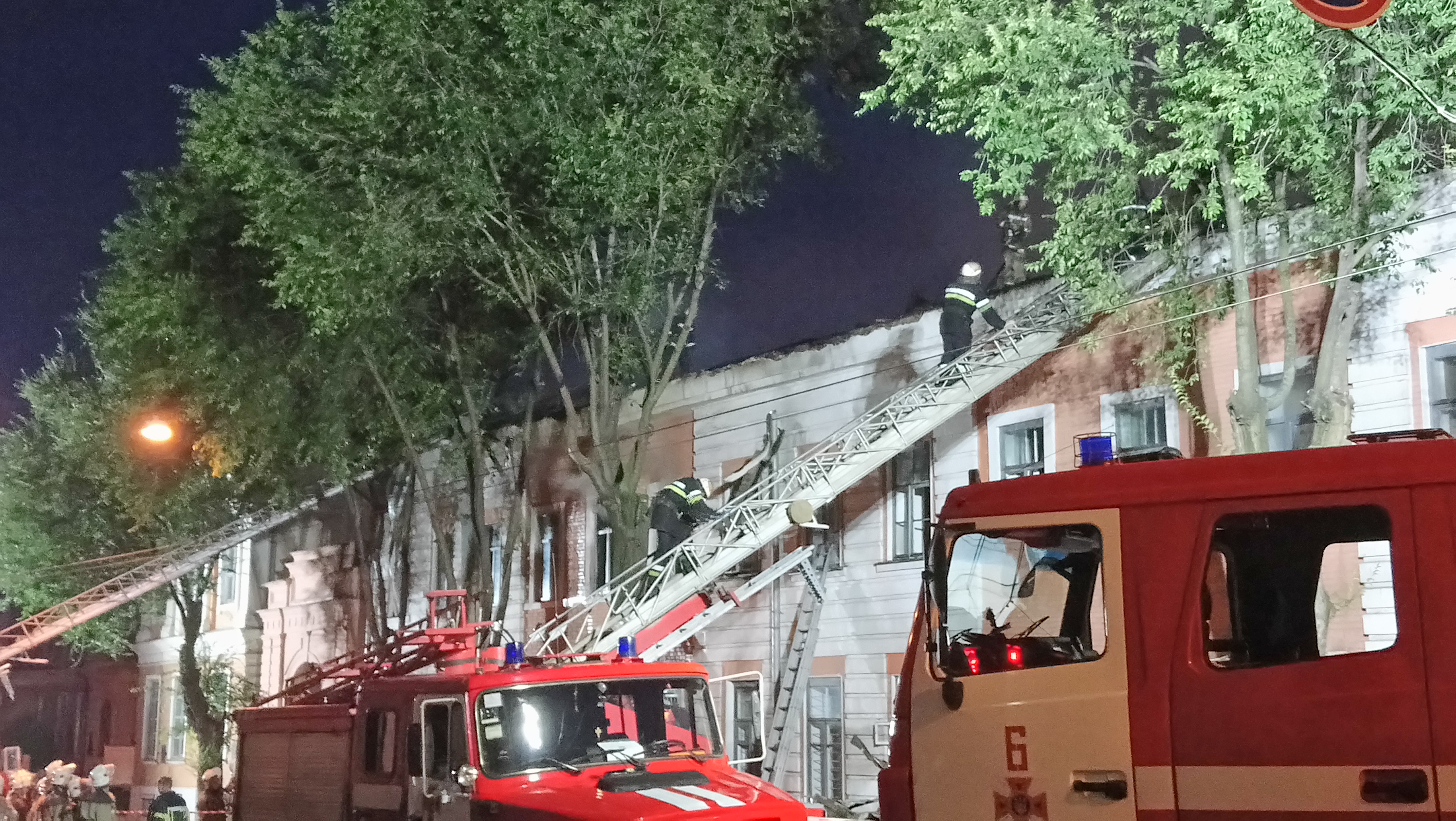
вечір 02 серпня 2018
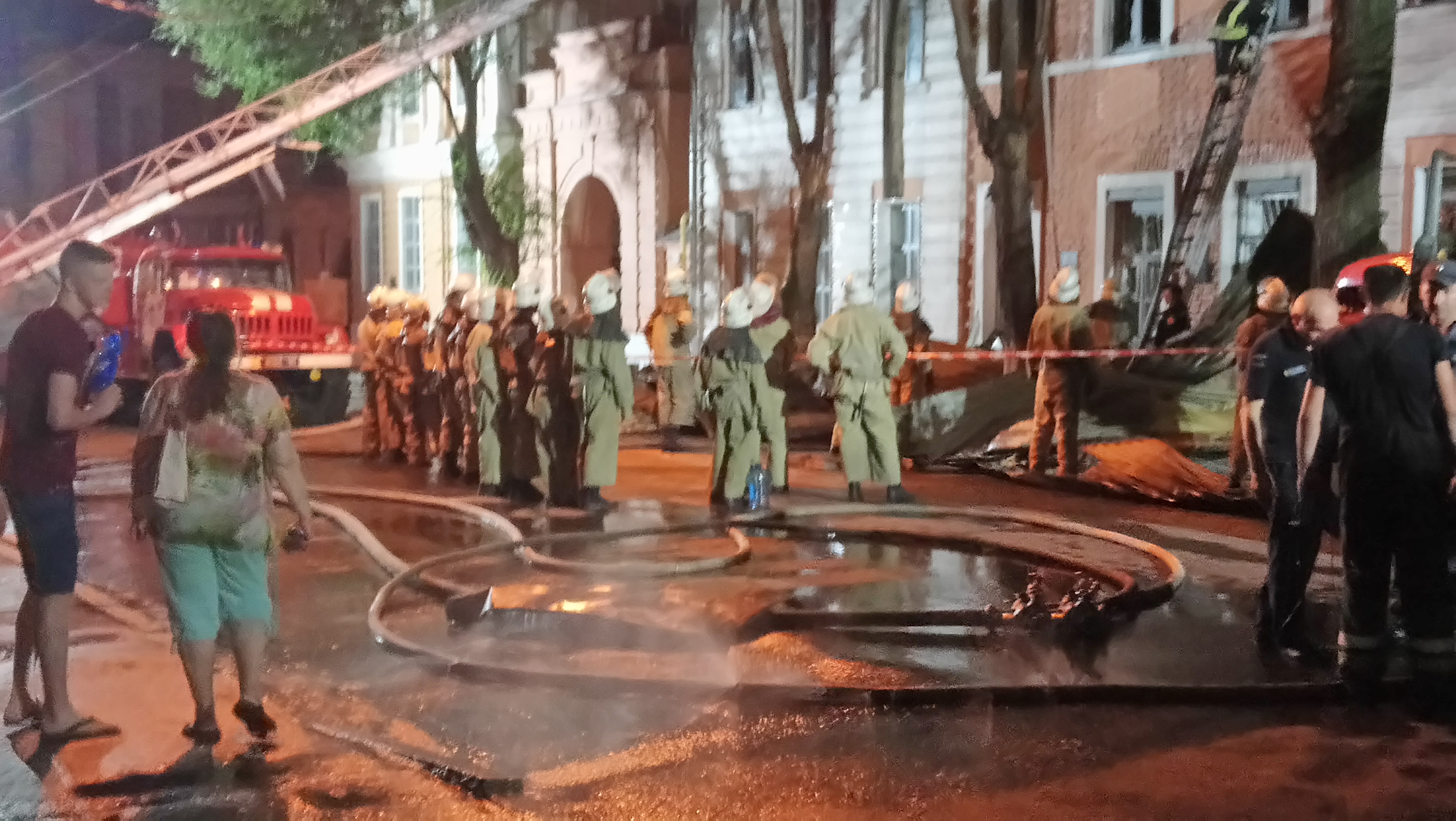
пожежа у комплексі будівель Харківського університету
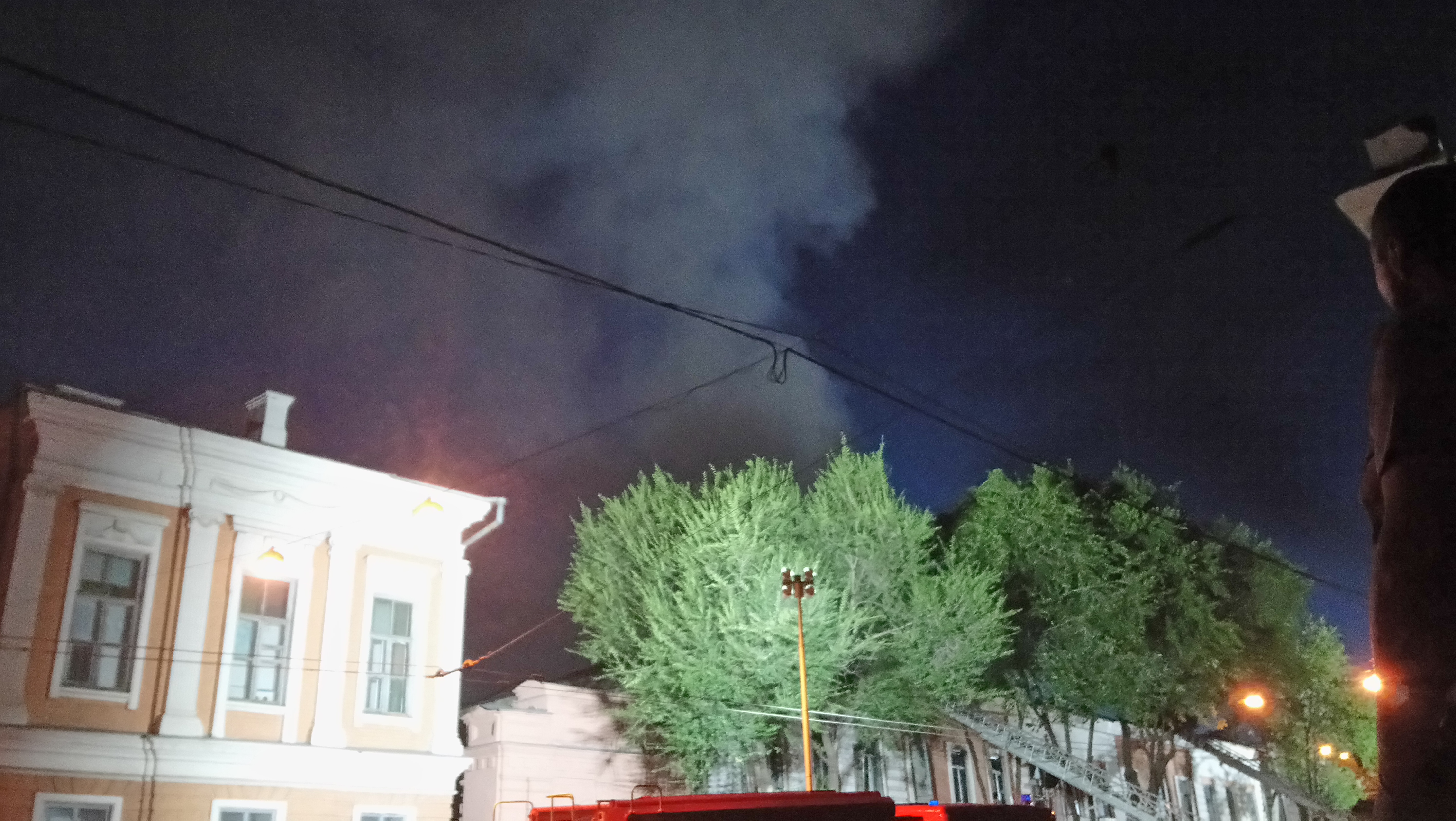
пожежа у корпусі
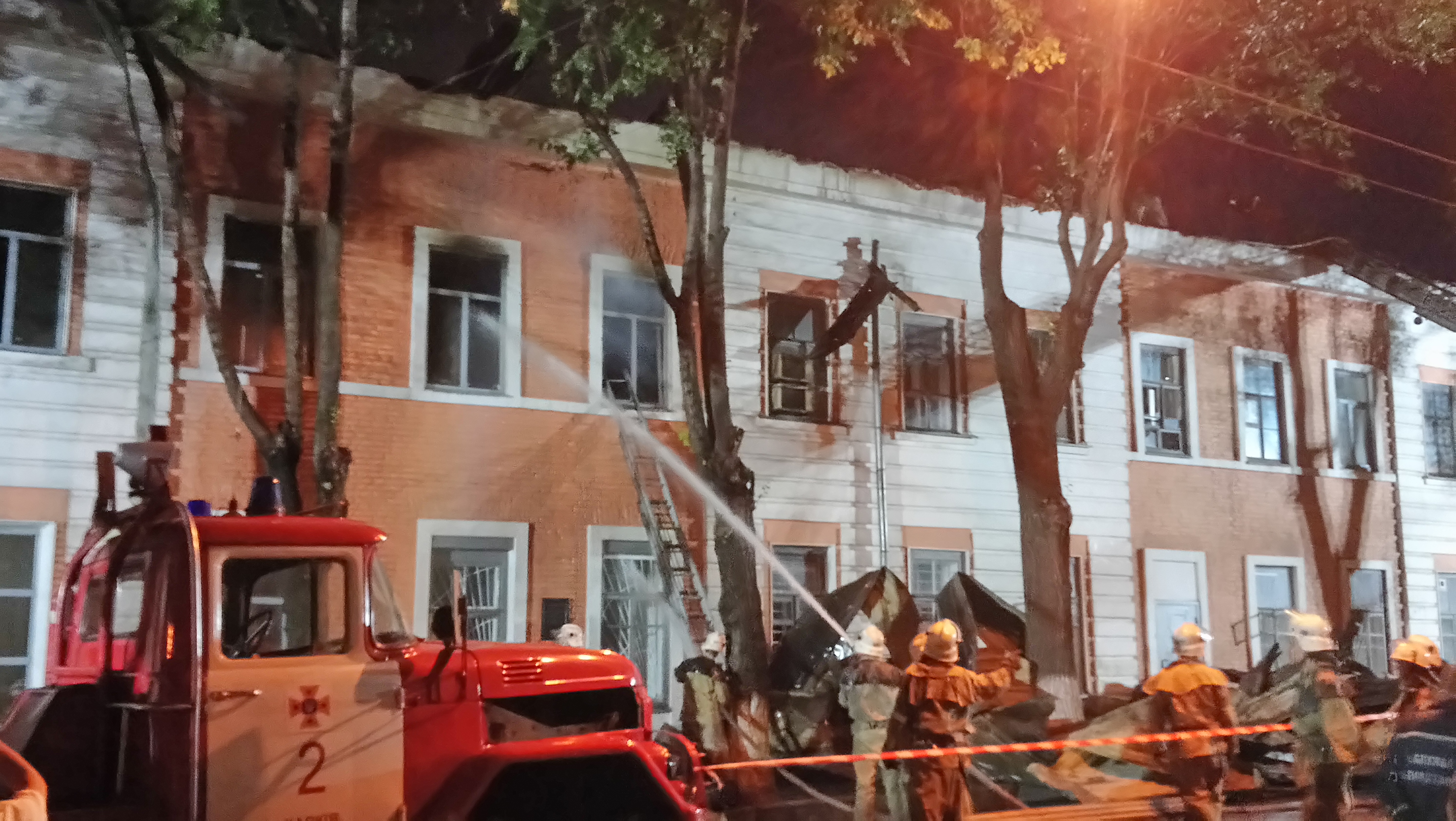
вогнеборці завивають вогонь
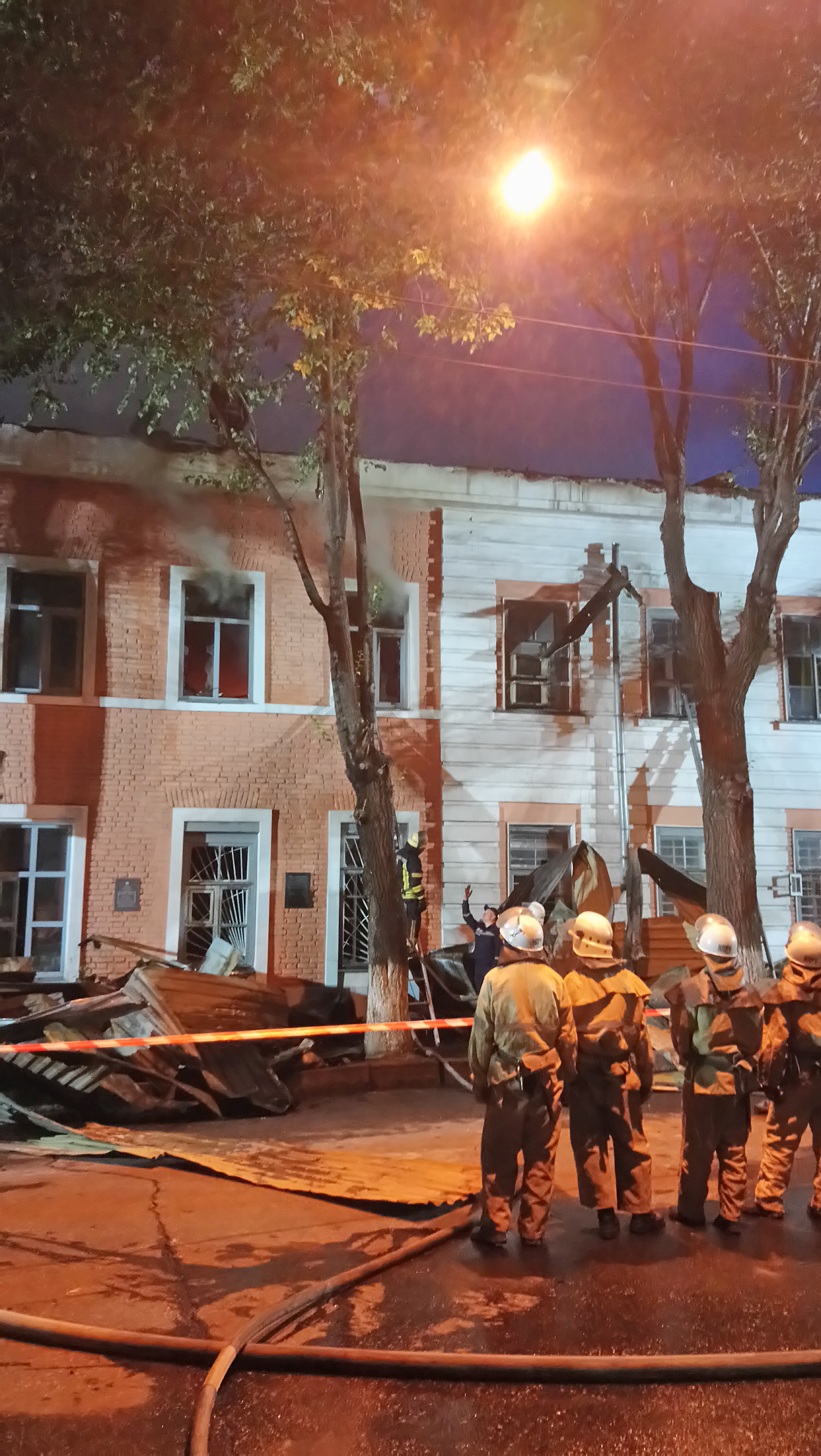
пожежники напоготові

### Після пожежі

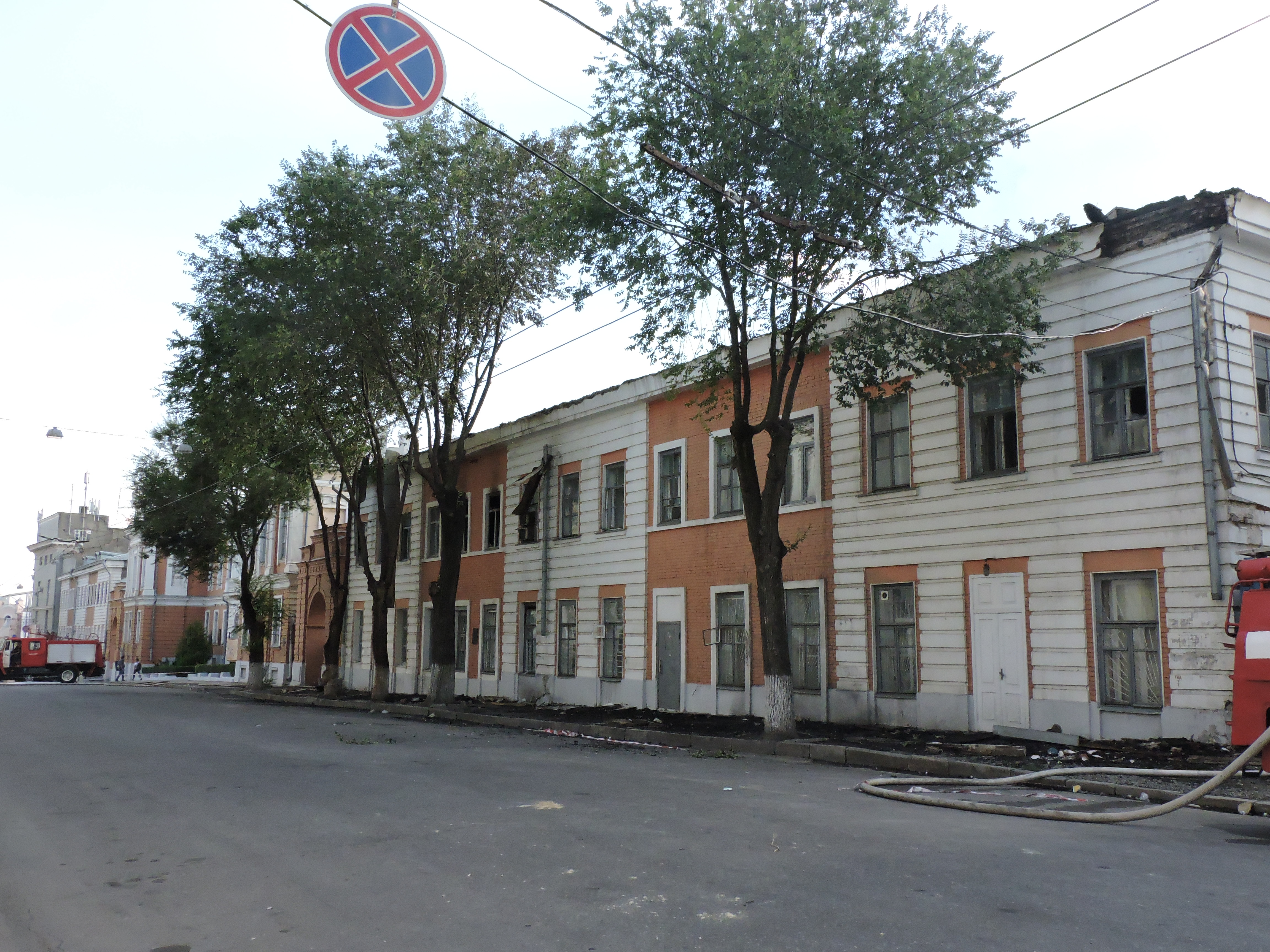
Хімічний корпус на наступний день після пожежі. 3 серпня 2018
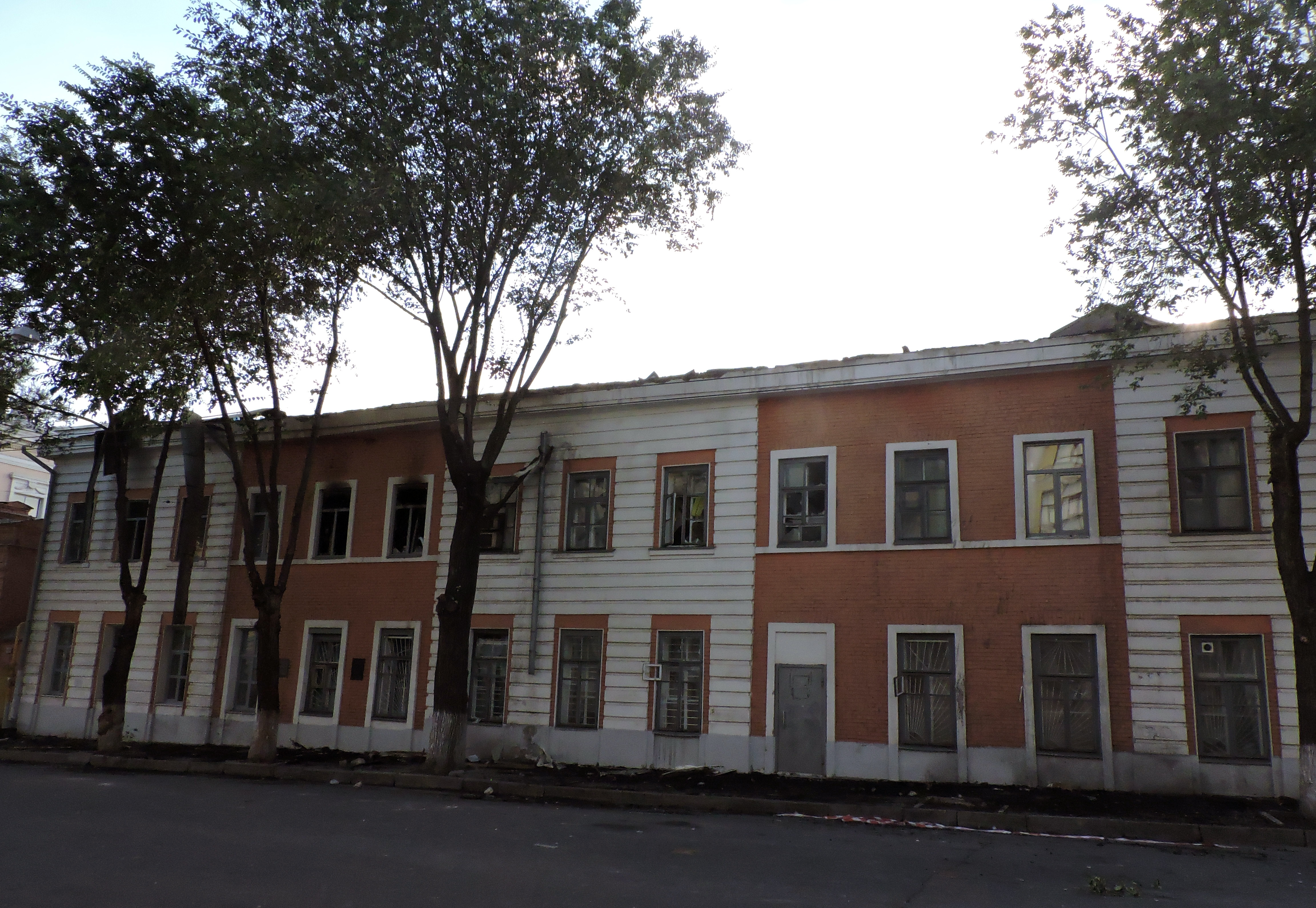
Хімічний корпус після пожежі.
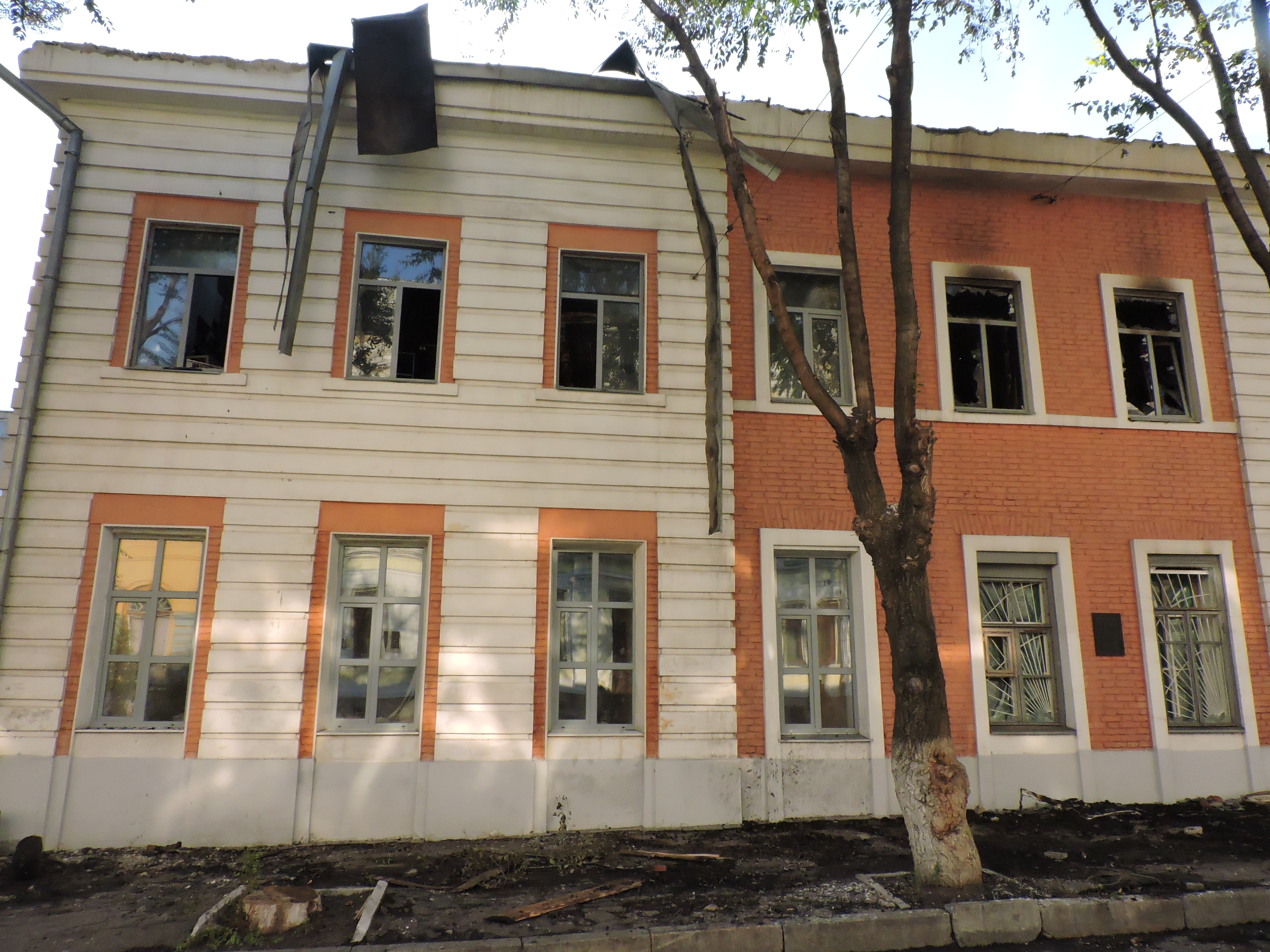
Одна з найбільш постраждалих частин будівлі
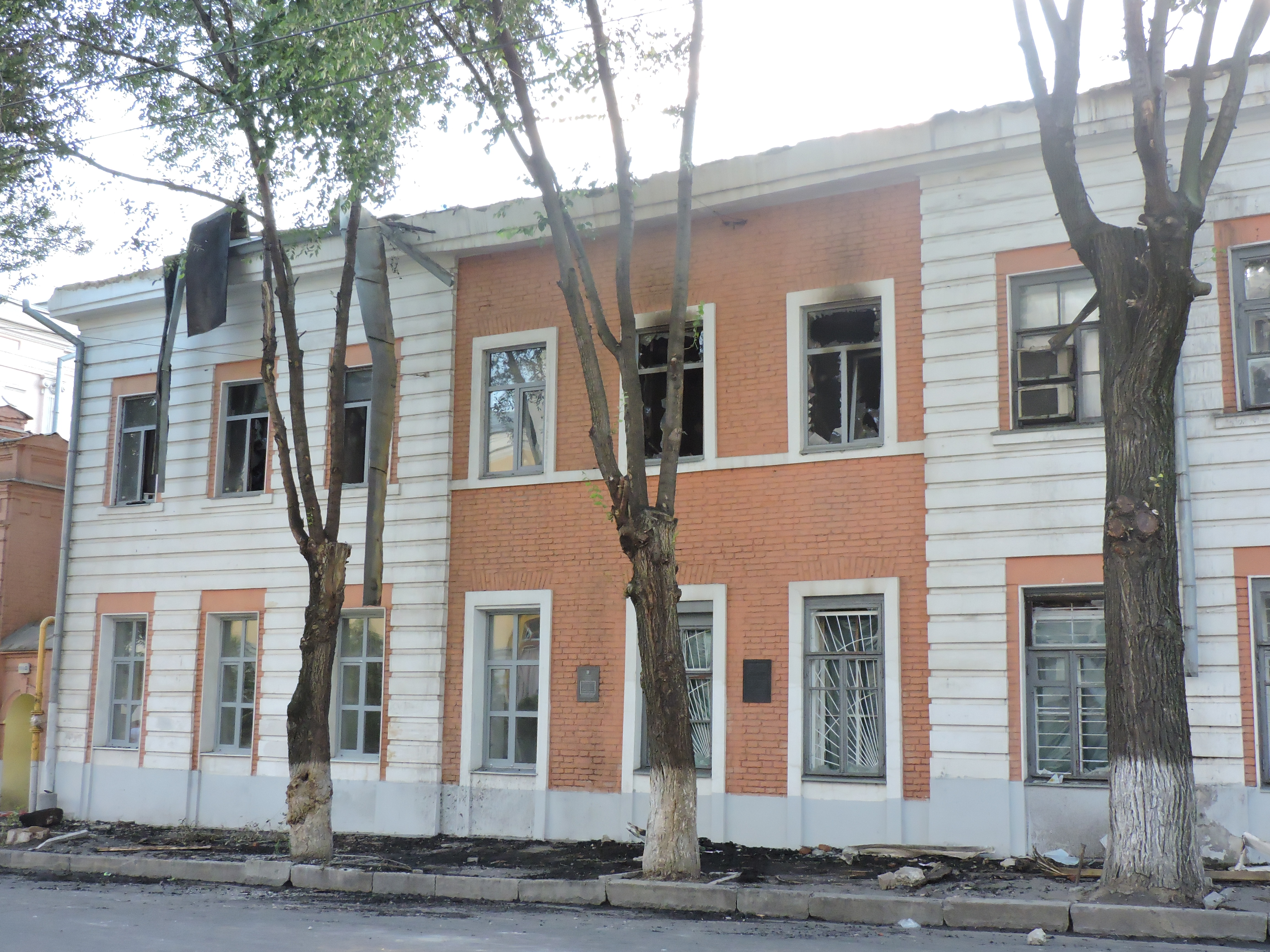
Одна з найбільш постраждалих частин будівлі
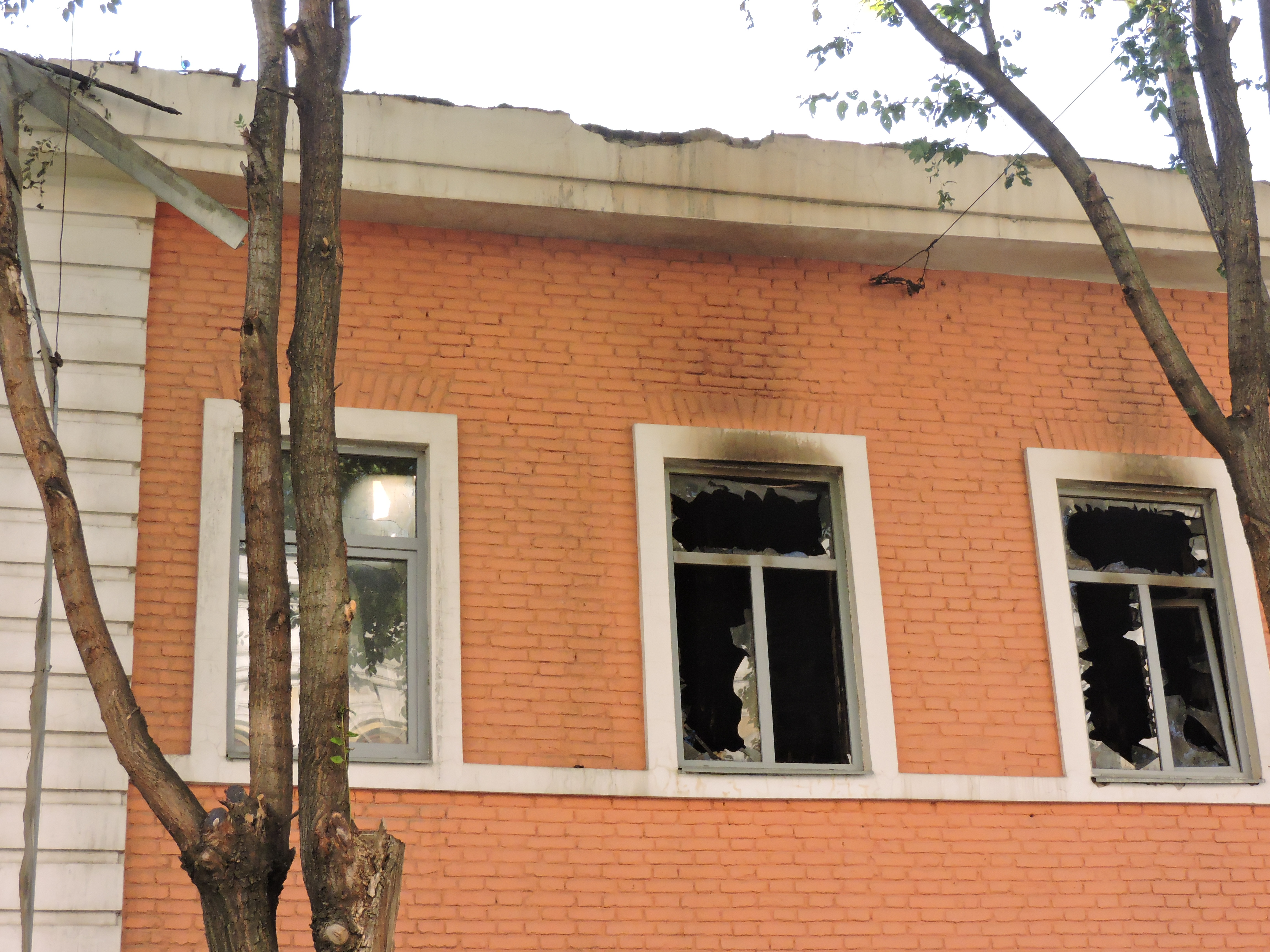
Слід диму та вогню на фасаді
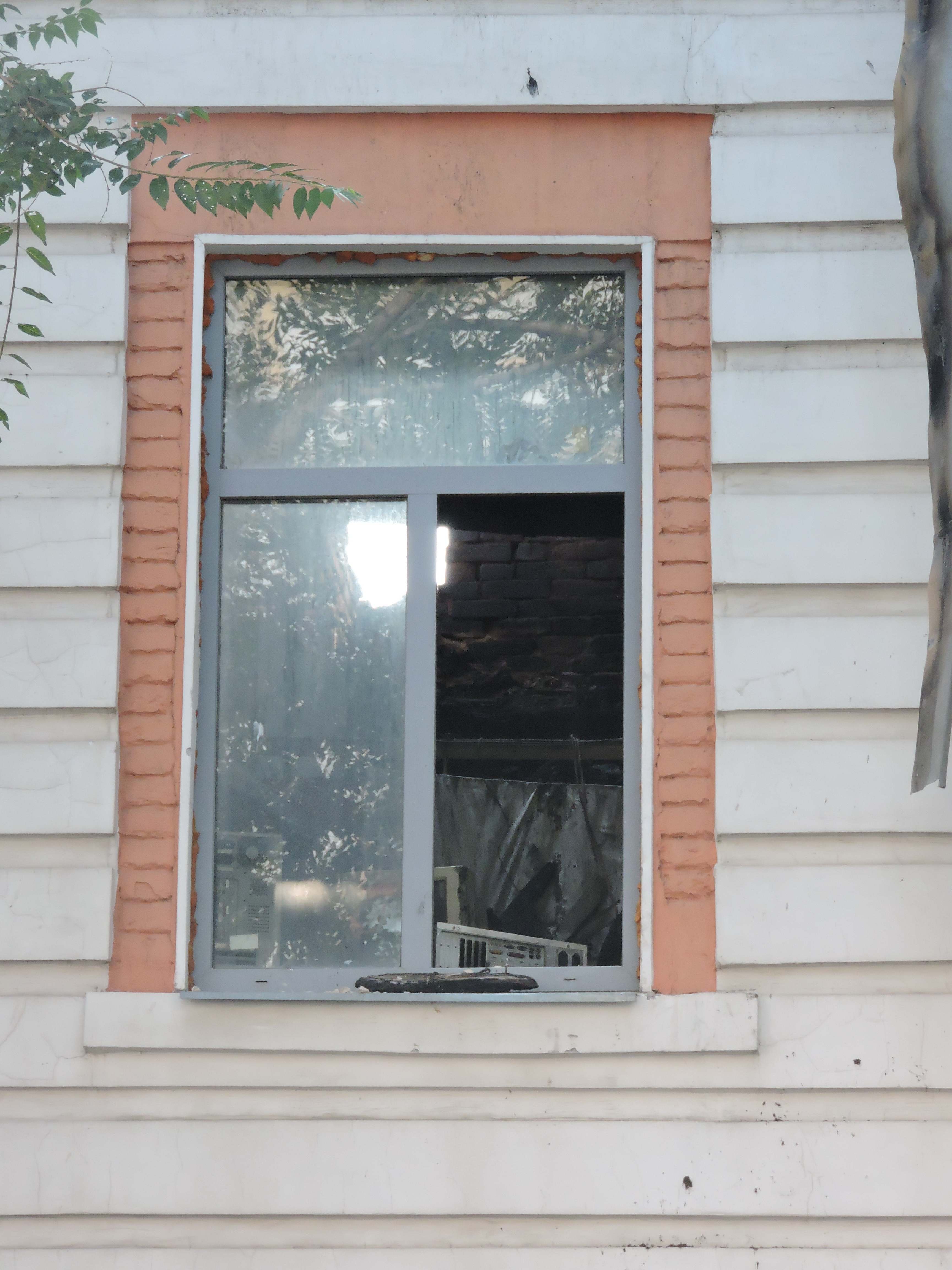
Вид однієї з кімнат через вікно. У просвітах проглядається небо
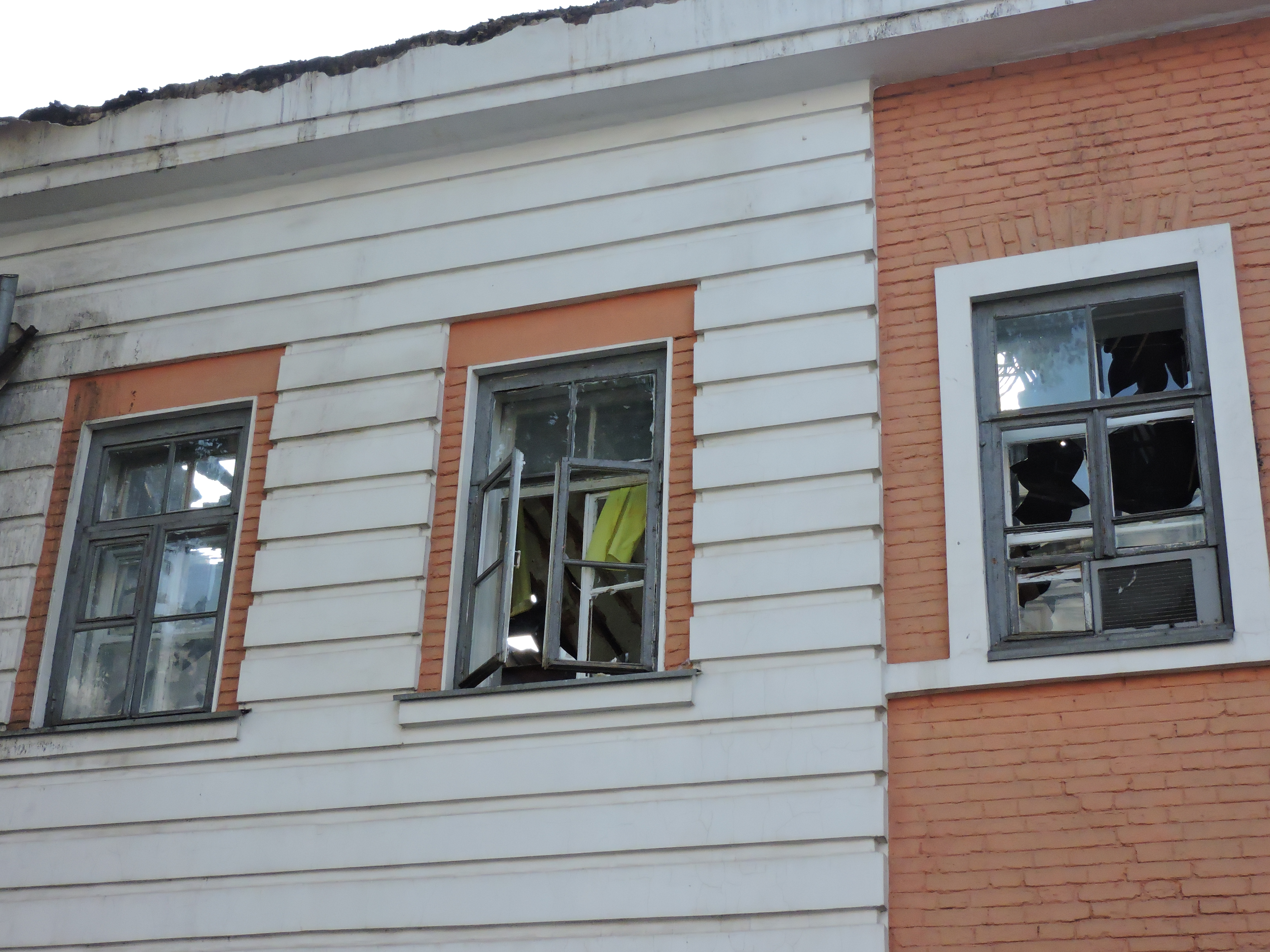
У просвітах проглядається небо
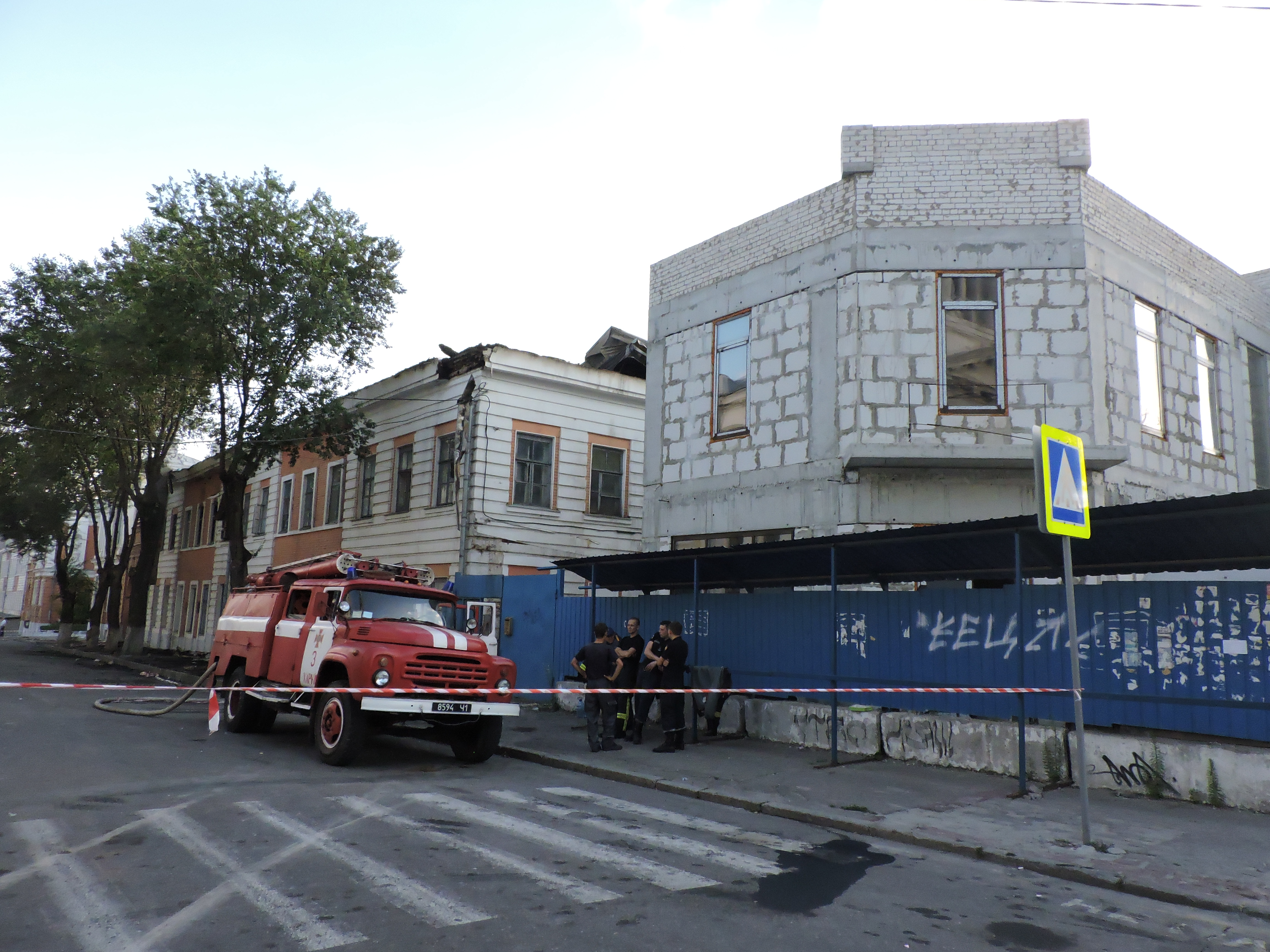
Хімічний корпус після пожежі та новобудова, через яку корпус зазнав пошкоджень

### Фото і відео пожежі та її наслідків
- Павел Велицкий (2 серпня 2018). В Харькове горит здание Инженерно-педагогической академии (фото). Медиа группа «Объектив»,. Архів оригіналу за 6 серпня 2018. Процитовано 5 серпня 2018.{{cite web}}:  Обслуговування CS1: Сторінки з посиланнями на джерела із зайвою пунктуацією (посилання) (рос.)
- Как в Харькове горел памятник архитектуры: фоторепортаж KHARKIV Today. KHARKIV Today. 2 серпня 2018. Процитовано 5 серпня 2018. (рос.)
- Видео пожара в Инженерно-педагогической академии с высоты. Медиа группа «Объектив»,. 2 серпня 2018. Архів оригіналу за 6 серпня 2018. Процитовано 5 серпня 2018.{{cite web}}:  Обслуговування CS1: Сторінки з посиланнями на джерела із зайвою пунктуацією (посилання) (рос.)
- Тамара Бельская (3 серпня 2018). Как выглядит крыша академии после пожара (видео). Медиа группа «Объектив»,. Архів оригіналу за 4 серпня 2018. Процитовано 5 серпня 2018.{{cite web}}:  Обслуговування CS1: Сторінки з посиланнями на джерела із зайвою пунктуацією (посилання) (рос.)
- Лариса Нарыжная, Павел Пахоменко (2 серпня 2018). В центре Харькова загорелся памятник национального значения: фоторепортаж. MediaPort. Архів оригіналу за 5 серпня 2018. Процитовано 5 серпня 2018. (рос.)
- Татьяна Федоркова (2 серпня 2018). Пожар на улице Университетской: фото, видео. Архів оригіналу за 4 серпня 2018. Процитовано 5 серпня 2018. (рос.)
- На памятнике архитектуры в центре Харькова полностью сгорела крыша (видео). KHARKIV Today. 3 серпня 2018. Процитовано 5 серпня 2018. (рос.)
- Фотофакт: Что осталось от химкорпуса УИПА. Главное. 3 серпня 2018. Архів оригіналу за 4 серпня 2018. Процитовано 5 серпня 2018. (рос.)